# John Greig
John Greig MBE (11 de setembre de 1942) fou un futbolista escocès de la dècada de 1960.
Fou internacional amb la selecció d'Escòcia i amb la selecció de la lliga escocesa. Pel que fa a clubs, defensà els colors de Rangers, on fou escollit com el més gran Ranger de sempre en una enquesta el 1999 per seguidors del club. També fou entrenador del club.

## Palmarès
Jugador
Rangers
- Recopa d'Europa de futbol: 1971-72
- Lliga escocesa de futbol: 1962-63, 1963-64, 1974-75, 1975-76, 1977-78
- Copa escocesa de futbol: 1962-63, 1963-64, 1965-66, 1972-73, 1975-76, 1977-78
- Copa de la Lliga escocesa de futbol: 1963-64, 1964-65, 1970-71, 1975-76, 1977-78

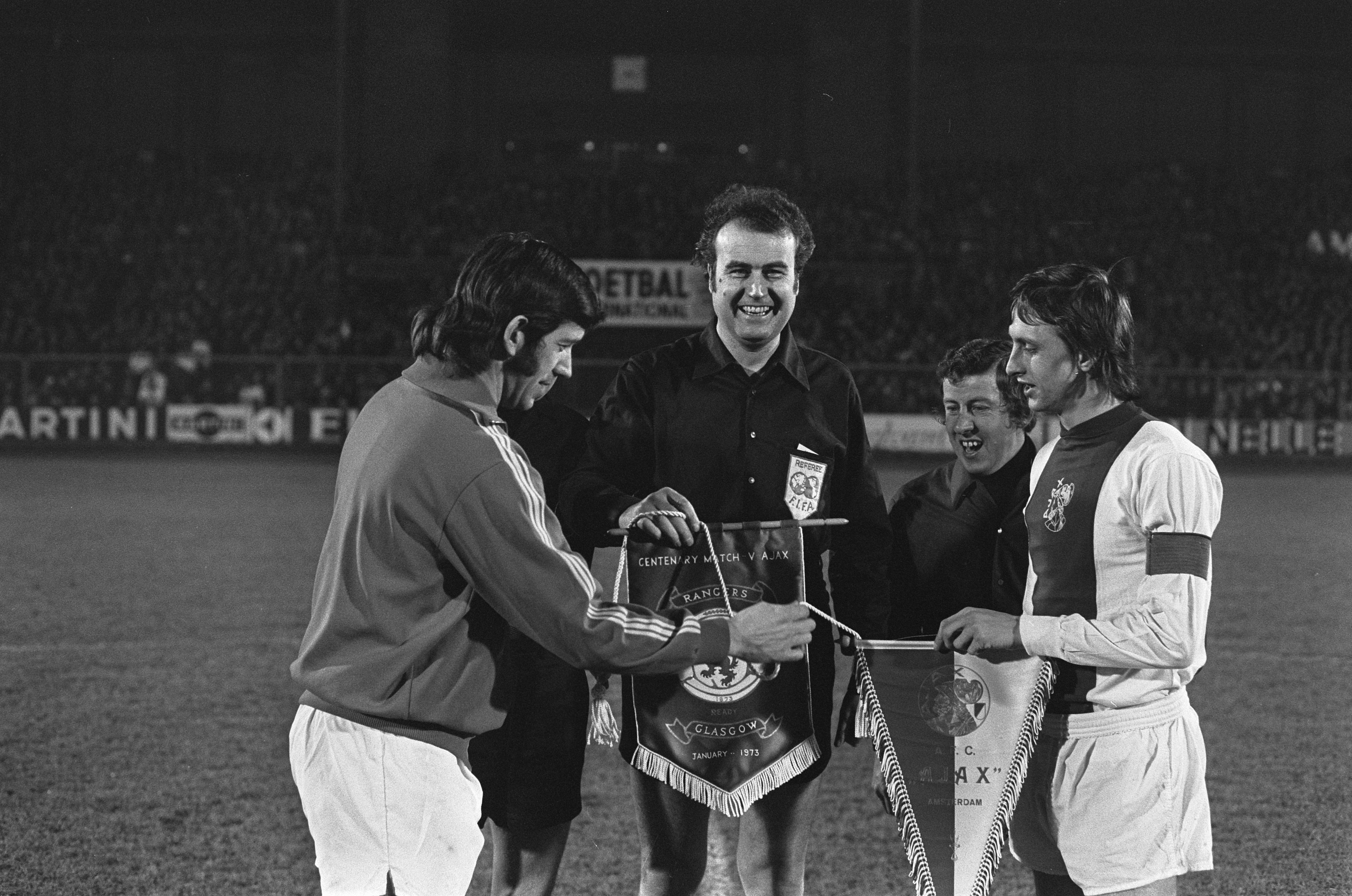
Greig i Johan Cruyff (1973).

Entrenador
Rangers
- Copa escocesa de futbol: 1978-79, 1980-81
- Copa de la Lliga escocesa de futbol: 1978-79, 1981-82